# OpenNTPD
OpenNTPD je svobodná, jednoduše použitelná implementace Network Time Protokolu. Poskytuje možnost synchronizace lokálních systémových hodin se vzdálenými NTP servery a může též fungovat jako server pro jiné klienty a distribuovat přesný čas (typicky do vnitřní sítě LAN).
Primárním vývojářem je Henning Brauer a projekt je součástí projektu OpenBSD. Portovatelnou verzi spravuje Darren Tucker.
Tento software je šířen pod BSD licencí.

## Technické informace
NTP protokol pracuje pod protokolem UDP, číslo portu 123.